# Kioski-Café Mutteri

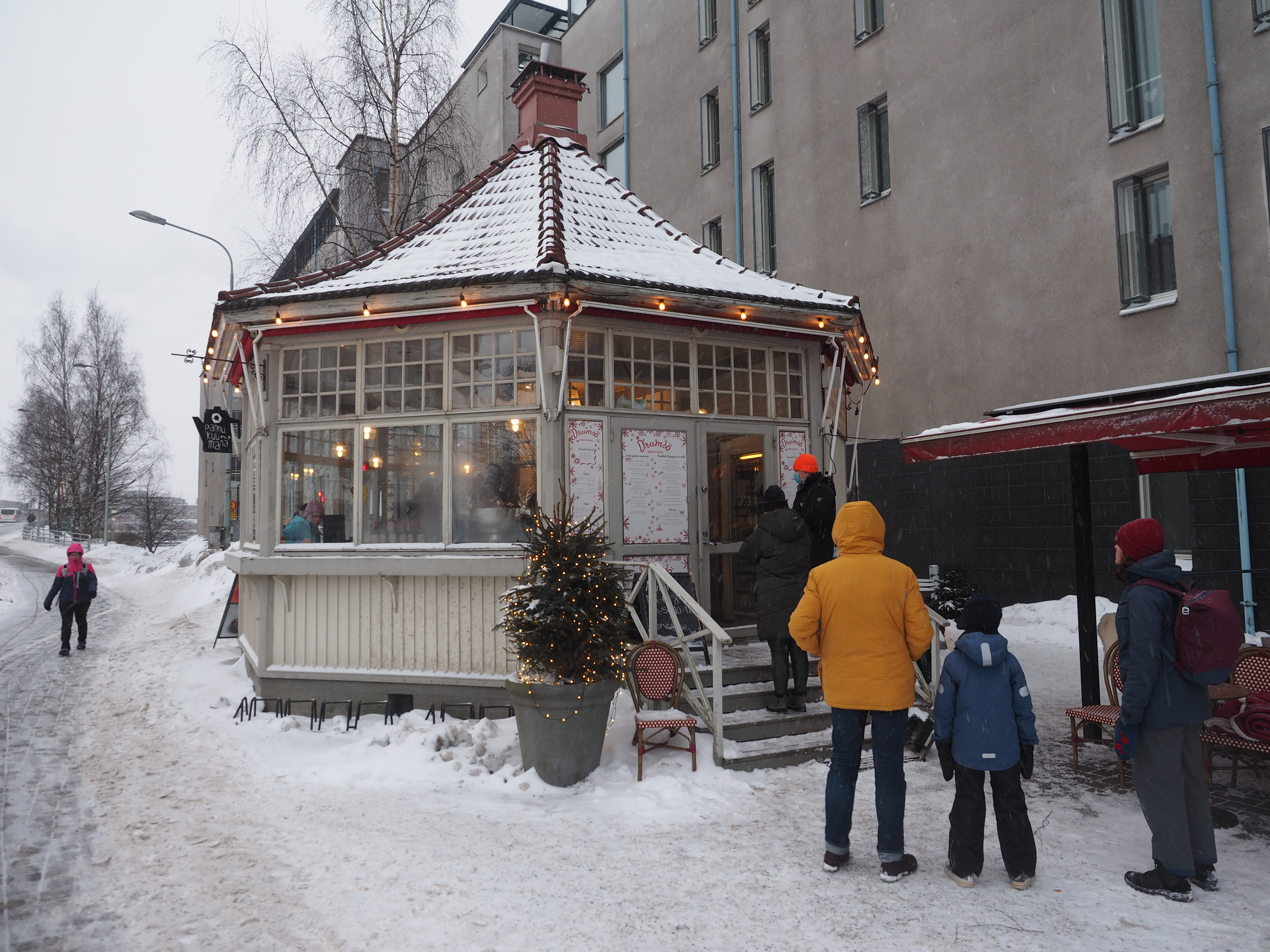
Kioski-Café Mutteri Drumsövägen 2

Kioski-Cafe Mutteri ("Café Mutter" eller "Muttern" på svenska) ligger alldeles intill Drumsö bro. Med sina sex väggar och kopparröda tak  sticker byggnaden ut från de omgivande höghusen. 
Café Mutteri ett av Drumsös mest kända landmärken, och det första man ser när man kommer över Drumsöbron.

## Historia
På samma ställe där Café Mutteri nu står, stod fram tills år 1926 Drumsö Strandcafé – Lauttasaaren Rantakahvila på finska, som speciellt betjänade färjepassagerare. Strandcaféet förstördes i en brand i november 1926, och nästa vinter byggdes nuvarande Café Mutteri på dess plats. 
Byggnaden är ritad av arkitekten Bertel Liljequist år 1927, och i tiderna när Drumsö färjan ännu åkte mellan Helsingfors och Drumsö kunde man köpa färjebiljetter, gammaldags knäck-klubbor, röd saft och den tidens kaffe och tobak.  
År 1935 fick Drumsö sin första fasta kontakt till Helsingfors då man ersatte Drumsöfärjan med en bro som byggdes rakt bredvid muttern.  1945 köpte Lauttasaaren Säätiö tomten och cafét.  
Mutteri cafét blomstrade på nytt år 1996 när Pertti och Tuula Leppälä köpte det och tillsammans med arkitektbyrån Talli och i enlighet med museiverket renoverade det 1998. År 2012 skedde en generationsväxling och Muttern övergick till Tommi Leppälä. 